# Tredegar
Tredegar is een plaats in het Welshe graafschap Blaenau Gwent.
Tredegar telde in 2001 14.802 inwoners.

## Geboren in Tredegar
- Aneurin Bevan (1897-1960), Labourpoliticus
- Ray Reardon (1932-2024), snookerspeler (6x WK)

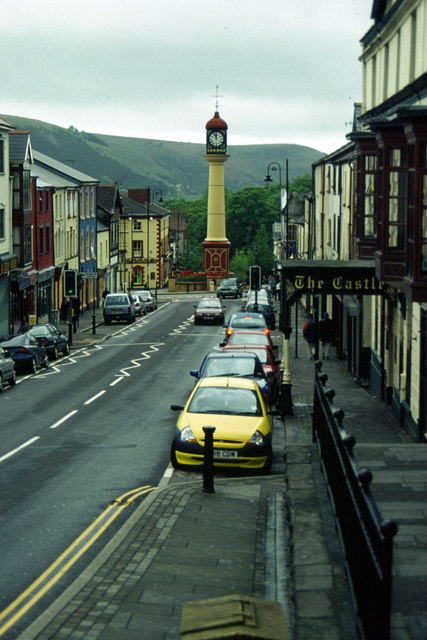
Het centrum van Tredegar